# Weinmannia lyrata
Weinmannia lyrata är en tvåhjärtbladig växtart som beskrevs av Henry Hurd Rusby. Weinmannia lyrata ingår i släktet Weinmannia och familjen Cunoniaceae. Inga underarter finns listade i Catalogue of Life.